# Ídolo mágico
Ídolo Mágico (en inglés "Fairy Idol") es una película lanzada directamente a la televisión de la serie Los padrinos mágicos. Estrenada el 19 de mayo de 2006, llegó en su primera emisión a los 5.000.000 de espectadores.
Con esta película, Butch Hartman quiso salvar la serie, ya que al ocuparse en la producción de Danny Phantom, el resto de los escritores (Steve Marmel, Sarah Frost, entre otros), estaban flanderizando a los personajes, destruyendo el amor de Cosmo y Wanda y volviendo más egoísta a Timmy.
Pero afortunadamente Butch salvó la serie con este especial y con Bebé mágico, ya que debido a sus grandes aceptaciones, cartas y peticiones de los fanes a Viacom, hizo que la serie lograra entrar en su sexta temporada en 2008.

## Argumento
Norm el Genio está cansado de ser un genio, conceder siempre los mismos tres deseos, y estar encerrado en su lámpara - así que cuando descubre leyendo Las Reglas (conseguido gracias a Cosmo) que si un padrino mágico deja su trabajo, todo ser mágico puede presentarse para cubrir el puesto vacante, para eso decide engañar a dos de ellos: Cosmo y Wanda. El plan resulta ser fácil: primero se vuelve genio del mejor amigo de Timmy, Chester y éste le pide al genio que puedan pasar un día juntos, después Norm se lo cumple, diciéndole a Timmy que mientras esté con él, un clon de este lo cubrirá en su escuela.
Pero por desgracia de Timmy, su clon resulta ser muy malo con Cosmo y Wanda (quienes no saben nada sobre el plan), los maltrata y los deja cansados, y los va a maltratar más cuando Cosmo y Wanda cambian el resultado diciendo que su estadía no les da derecho a hacer esto y renuncian a ser padrinos mágicos de Timmy, justo cuando el verdadero Timmy llegó a casa.
Después de todo esto, por ello, Jorgen Von Estrangulo decide que para ocupar el puesto vacante, todos los seres mágicos deberán participar en un concurso de canto del Mundo Mágico: Ídolo Mágico. El ganador le será asignado el niño más triste de la Tierra.
Entonces Timmy entra a la Crockercueva y descubre un portal al Mundo Mágico (que por suerte funciona). Al llegar al estudio se le es impedido el paso y es capturado, entonces se disfraza de Crocker y atrapa a Cosmo y Wanda con una red, pero Norm golpea a sus padrinos mágicos en la canción: "Dame la varita ya", llevándolos en cama al hospital, logrando que Norm haga que Timmy se sienta más triste y peor aún.
Entonces Jorgen le asigna como padrino mágico a Chester. 
Luego Timmy va al hospital y se disculpa con ellos y Timmy llora. Cuando llora, sus lágrimas hicieron que los padrinos sobrevivieran, entonces, lo disculparon, pero ellos ya habían renunciado. Timmy les explica todo a sus padrinos para que vuelvan con él, entonces se regresan a la Tierra y Chester descubre que Norm lo engañó, entonces Norm deja de ser el padrino mágico y al final Cosmo y Wanda regresan y vuelven a ser padrinos mágicos; pero sin pedir ningún deseo, así que después de 24 horas explotan por magia acumulada (esto también le pasa a Norm cuando no concede ningún deseo antes de ser despojado) y mientras Norm se encuentra conversando con dos bellas genios, explota por magia acumulada y Santa llega nadando con las chicas.

## Personal del programa
Dentro del concurso, diferentes personajes aparecidos en la serie son concursantes o parte del jurado. Son los siguientes:
Conductor
Jorgen Von Estrangulo organizó el concurso y también lo condujo, y, típicamente, impuso sus reglas en él.
 Participantes 
- Sanderson: El Pixie mano derecha de HP, canta su canción "Soy Sanderson".
- Cupido: El dios del amor canta una canción relacionada con, justamente, el amor. Un detalle gracioso de la actuación de este personaje es que canta en un tono extremadamente grave, que difiere mucho con su aguda voz cotidiana.
- El Hada de los Dientes: Canta la canción de Chip Skylark "Mis dientes blancos y yo", agudizando al extremo su voz, al punto que Blonda dice que solo un delfín podría cantar así.
- Juanísimo Magnífico: Canta "Soy sexy para ti", haciendo alarde de sus músculos. Cuando Blonda dice "¡Bravo, Bravo!", Simón dice: "Si es que eso se puede considerar muy... sexy".
- Los gnomos: Para que no los confundan con los pixies, cantan su canción "No Pixies".
- Norm, el genio: Con su canción "Dame la varita", quiere convencer al jurado de que lo elijan.
- Cosmo: Canta la segunda parte de "Dame la varita" a dúo con Norm. En ella, pide que le devuelvan a él y a Wanda su cargo de padrinos mágicos. En la versión en inglés, Diana DeGarmo es quien hace la voz del padrino más torpe en su parte cantada, debido a que se supone que él había tomado lecciones de canto que daba ella en DVD.

 Jurado 
- Simón Celestín: Es productor del programa "Crocker TV", antiguamente producía "El show de Binky" y "Timmy TV", y es dueño de la principal cadena de TV del Mundo Mágico.
- Blonda: Es actriz en MagiaWood, ella es la hermana de Wanda y actúa en la telenovela "Amo mis bíceps".
- Binky: Fue actor en El show de Binky (producida por Simón, pero que fracasó) y acompaña constantemente a Jorgen.

- Datos: Q2086697